# Перс (титан)
Перс (на старогръцки: Πέρσης, букв. „разрушител“) в древногръцката митология е титан от второ поколение, персонификация на разрушението и морско божество. Син на Крий и Еврибия, брат на Астрей, Палант, Пасифея и Цирцея. Съпруг на Астерия, като от този брак се ражда богинята на магията и кръстопътищата Хеката, а заедно с нея и Харикло
Поради произхода си от Еврибия и Крий, които пък произлизат от Понт, Гея и Уран, Перс има влияние върху морската стихия. Като баща на Хеката понякога е причисляван към групата на хтоничните божества. Хезиод го споменава в Теогония като „надминаващ по своята мъдрост и знания всички“. При Аполодор се появява в различни родословни дървета. Овидий в Метаморфози отбелязва, че Хеката е дъщеря на Перс и Астерия. Според всички източници, титанът Перс не разполага с особена физическа сила, отстъпва на по-важни фигури, но това все пак не зачерква потенциала му. Той е родоначалник на магьосническия клан на Хеката, но самият олицетворява бушуваща стихийна и разрушителна мощ, не толкова силна, но допълвана от доза стратегия, по което прилича донякъде на гигантите. Известен е предимно на хтоничните демони, като призракът Емпуза от свитата на дъщеря му Хеката.